# Pedro Celestino da Silva Filho
Pedro Celestino da Silva Filho (Corumbaíba, 27 de outubro de 1915 — Goiânia, 8 de agosto de 1996) foi um professor, jornalista, escritor e político brasileiro que serviu como deputado estadual por Goiás. Presidiu a Academia Goiana de Letras e a Assembleia Legislativa de Goiás.

## Biografia
Filho de Pedro Celestino da Silva e de Durvalina Naves da Silva, estudou no Juvenato Mariano do Rio de Janeiro e depois em Morrinhos, quando criança; cursou o ensino médio no Ginásio Anchieta de Bonfim de Goiás, vindo a concluir o magistério na Escola Normal de Morrinhos, cidade onde iniciou a carreira de professor no Grupo Escolar Pedro Nunes até 1942.
Radicado em Morrinhos, foi ali escrevente substituto em cartório, secretário da prefeitura na gestão de Guilherme Xavier de Almeida, e casou-se em 1942 com Zuleica Borges Pereira Celestino, que também era professora, contabilista e advogada e com quem teve três filhos; ainda nessa cidade fundou o jornal O Liberal, que dirigiu de 1945 a 1954; em 1951 candidatou-se pelo PSD a uma vaga ao legislativo estadual, para a qual se elegeu.
Mudando-se para Goiânia, estudou técnica comercial e formou-se em direito no ano de 1958 pela Universidade Federal de Goiás; em seu primeiro mandato tornou-se vice-presidente da Assembleia, sendo reeleito nos dois pleitos seguintes (1954 e 1958), ocasião em que presidiu a casa legislativa; em 1962 candidatou-se a deputado federal, sendo eleito pelo mesmo PSD ao qual era filiado até que, com o golpe militar de 1964, passou a integrar o partido oposicionista MDB, no sistema bipartidário instituído pela ditadura; reeleito em 1966, foi cassado em 1969 com o advento do AI-5. Foi conselheiro do Tribunal de Contas de seu estado.

## Obras
Dentre os livros publicados por Celestino Filho estão:
- Ligeiros dados histórico-geográficos de Morrinhos (1941)
- Rabiscos (poesias, 1942)
- Seara de ideais (discursos, 1962)
- O arroz na economia goiana (1963)
- Cruzada do níquel (discursos, 1964)
- Motivos sertanejos